# مجلس نواب كيريباتي
مجلس نواب كيريباتي (بالإنجليزية: House of Assembly)‏ هو الهيئة التشريعية في كيريباتي، الذي تأسس في 1979، ويتكون من 46 مقعداً.